# 北仑港
北仑港，中国著名大型深水良港，也是中国最大的矿港和大型的石化港口。现属于宁波舟山港的一部分。

## 地理条件
北仑港位于中国东部沿海，太平洋西海岸，在中国海岸线中部地带，紧靠杭州湾和长江口，现属于浙江省宁波市（北仑区）辖区。
北仑港港口自然条件得天独厚，有舟山群岛作天然屏障。风平浪静，每年中约有98%的日子只有海浪1~2级。北仑港水深20米，主航道深50米，常年不冻不淤，如果海上出现了12级以上特大风浪，即可容纳10万吨以上船只300艘进港避风，是中国优良的深水港之一，也是世界上难得的避风良港。

## 卸载能力
能接卸10万吨级，20万吨级，30万吨级的货轮油轮等。